# Judith Hill
Judith Hill, née le 6 mai 1984 à Los Angeles, est une chanteuse américaine de R&B. 

## Biographie
Judith (Glory) Hill est la fille de Pee Wee Hill, bassiste, et de Michiko Hill, pianiste.
Judith Hill est une ancienne choriste de Michael Jackson.
Elle signe les chansons de la bande originale du film de Spike Lee Red Hook Summer, sorti en 2012.
Elle se fait connaître plus largement en participant à la quatrième saison de l'émission The Voice. Elle choisit comme coach Adam Levine, après avoir fait tourner les quatre sièges des jurés, grâce à sa reprise de What a Girl Wants de Christina Aguilera.
Son premier album studio Back in Time est produit par Prince, enregistré à Paisley Park, et publié d'abord en téléchargement promotionnel gratuit limité le 23 mars. Officiellement sorti sur Tidal, iTunes, et Spotify le 23 octobre 2015 et disponible en CD sur https://store.judithhill.com/

## Discographie

### Albums
- 2015 : Back in Time
- 2018 : Golden Child
- 2019 : Studio Live Session
- 2021 : Baby, I'm Hollywood!
- 2024 : Letters from a Black Widow

### Singles
- 2009 : I Will Always Be Missing You
- 2013 : Desperation, sur la bande originale du film 20 Feet From Stardom
- 2014 : Remember When It Rained, duo avec Josh Groban
- 2014 : Party Rockers, sur l'album Life In A Bubble du Gordon Goodwin's Big Phat Band
- 2015 : Cry Cry Cry
- 2018 : Abracadabra
- 2019 : Upside
- 2020 : Here Comes the End, en duo avec Gerard Way
- 2023 : Runaway Train

### Bande originale de film
- 2012 : Red Hook Summer de Spike Lee

## Filmographie
- 2009 : Michael Jackson's This Is It de Kenny Ortega : elle-même
- 2013 : 20 Feet from Stardom de Morgan Neville : elle-même

## Récompenses
- Black Reel Awards 2014 : Meilleure chanson originale, Desperation dans Twenty Feet from Stardom
- 57e cérémonie des Grammy Awards 2015 : Meilleure bande originale de film pour Twenty Feet from Stardom